# Континентални конгрес
Континентални конгрес (енгл. Continental Congress) је назив за скуп делегата тринаест северноамеричких британских колонија који се први пут састао непосредно пре америчке револуције, а за време саме револуције и након ње служио као привремена влада новостворених САД.

## Први Континентални конгрес
Први Континентални конгрес, који се накратко састао у Филаделфији 1774. године, састојао се од 56 делегата из дванаест од Тринаест колонија. Састао се као реакција на „Неподношљиве законе“ које је донео британски Парламент 1774. Делегати су у знак протеста усвојили одлуку о економском бојкоту и послали петицију краљу с циљем да изложе своја неслагања.

## Други Континентални конгрес
Када је године 1775. сазван Други Континентални конгрес, већ су започели оружани сукоби касније познати као Амерички рат за независност (1775–1783). Умерени делегати Конгреса су се надали да ће се колоније на крају помирити с Великом Британијом, али је све популарнија била опција потпуне независности. Конгрес је тако у јуну 1775. донио одлуку о стварању Континентална војске, координирао рат и у јулу 1776. донео Декларацију независности. Такође је усвојио план о стварању нове владе кроз Чланке о конфедерацији, који су усвојени 1781.

## Конгрес Конфедерације
Након ратификације је Конгрес добио ново име - Конгрес Конфедерације. Састајао се од 1781. до 1789. Након завршетка рата, Конгрес је почео губити на важности и на ауторитету. Према Чланцина, Конгрес није могао утицати на деловање држава нити их терати да поштују његове законе и одлуке. Због тога су најважнији политичари, чак и они изабрани у Конгрес, нерадо у њоме суделовали, преферирајући уместо тога да раде у својим државама. Због тога је Конгрес имао потешкоћа с кворумом. Када је ратифициран нови Устав САД, Конгрес Конфедерације је престао с радом а његове овласти је преузео Конгрес САД. 